# Besiekierz Nawojowy
Besiekierz Nawojowy – wieś w Polsce, położona w województwie łódzkim, w powiecie zgierskim, w gminie Zgierz.

## Części wsi
| SIMC    | Nazwa   | Rodzaj    |
| ------- | ------- | --------- |
| 0416479 | Gorzewo | część wsi |
| 0416485 | Rudno   | część wsi |

## Historia
Do XVI wieku występuje jedna nazwa Besiekierz, która to pojawiła się po raz pierwszy w zapiskach w 1350 roku, jako Biesiekieres. Nazwa Besiekierz wywodzi się od staropolskiego słowa „kierz”, co oznacza dzisiejszy „krzak” oraz przedrostka „bez”. W połączeniu oznaczało to miejsce bez krzaków – Biezkrze. Dobra te należały do rodu Besiekierskich. W początkach XVI wieku występują już wszystkie współcześnie używane nazwy. Besiekierz Nawojowy swoją drugą część nazwy wywodzi od imienia jednego z właścicieli Nawoja.
10 i 11 września 1939 żołnierze Wehrmachtu we wsi Biesiekierz Nawojowy i Biesiekierz Rudny zamordowali 13 mieszkańców (nazwiska ofiar zostały ustalone).
W latach 1975–1998 miejscowość administracyjnie należała do ówczesnego województwa łódzkiego.

## Urodzeni w Besiekierzu Nawojowym
- Kazimierz Tomczak  – polski duchowny rzymskokatolicki, biskup pomocniczy łódzki (1927–1967), wykładowca Wyższego Metropolitalnego Seminarium Duchownego w Warszawie, jeden z założycieli Łódzkiego Towarzystwa Naukowego[7].
- Józef Tomczak – polski polityk, samorządowiec i działacz społeczny, poseł na Sejm w II RP, uczestnik wojny polsko-bolszewickiej [8].
- Andrzej Tomczak – polski historyk, archiwista, profesor nauk humanistycznych, w czasie II wojny światowej działacz ZWZ, członek m.in. Polskiego Towarzystwa Historycznego[9].